# Peter Robertson
Peter John Robertson (Melbourne, 17 de fevereiro de 1976) é um triatleta profissional australiano. 

## Carreira

### Olimpíadas
Peter Robertson disputou os Jogos de Sydney 2000, terminando em 34º lugar com o tempo de 1:51:39.04.  Em Atenas 2004, foi o 24º colocado.